# Bravo-Jahrescharts 1993
Die Bravo-Jahrescharts werden zum Jahresende von der Bravo-Redaktion als Hitliste erstellt. Die Jugendzeitschrift Bravo erscheint seit 1956 und enthält in jeder Wochenausgabe eine Hitliste, die von den Lesern gewählt wurde. Seit 1960 können die Bravo-Leser außerdem ihre beliebtesten Gesangsstars wählen und dekorieren sie mit dem Bravo Otto.

## Bravo-Jahrescharts 1993
1. If You Go Away – New Kids on the Block – 716 Punkte
2. Bed of Roses – Bon Jovi – 510 Punkte
3. Mr. Vain – Culture Beat – 418 Punkte
4. I Will Always Love You – Whitney Houston – 371 Punkte
5. Informer – Snow – 334 Punkte
6. November Rain – Guns n’ Roses – 326 Punkte
7. What’s Up? – 4 Non Blondes – 322 Punkte
8. No Limit – 2 Unlimited – 320 Punkte
9. All That She Wants – Ace of Base – 313 Punkte
10. In These Arms – Bon Jovi – 311 Punkte
11. Everybody Sunshine – David Hasselhoff – 310 Punkte
12. Runaway Train – Soul Asylum – 306 Punkte
13. Heal the World – Michael Jackson – 269 Punkte
14. Will You Be There – Michael Jackson – 240 Punkte
15. What Is Love – Haddaway – 236 Punkte
16. Pray – Take That – 214 Punkte
17. Life – Haddaway – 212 Punkte
18. Almost Unreal – Roxette – 204 Punkte
19. Keep the Faith – Bon Jovi – 201 Punkte
20. Somebody Dance with Me – DJ BoBo – 191 Punkte

## Bravo-Otto-Wahl 1993

### Pop/Rock-Gruppe
1. Goldener Otto: 4 Non Blondes
2. Silberner Otto: Take That
3. Bronzener Otto: Ace of Base

### Hard-'n-Heavy-Gruppe
1. Goldener Otto: Bon Jovi
2. Silberner Otto: Guns n’ Roses
3. Bronzener Otto: Scorpions

### Dancefloor
1. Goldener Otto: Culture Beat
2. Silberner Otto: 2 Unlimited
3. Bronzener Otto: Haddaway

### Pop Sänger
1. Goldener Otto: Michael Jackson
2. Silberner Otto: David Hasselhoff
3. Bronzener Otto: Eros Ramazzotti

### Pop Sängerinnen
1. Goldener Otto: Janet Jackson
2. Silberner Otto: Whitney Houston
3. Bronzener Otto: Sandra